# 39М Чаба
Оклопни аутомобил 39М Чаба је мађарски тешки оклопни аутомобил из Другог светског рата.

## Историја
М39 Чаба био је једино оригинално мађарско оклопно возило у Другом светском рату, дизајнирано 1936. од мађарског инжињера Миклоша Штрауслера (1891-1966), који је у току рата радио за Велику Британију. Име је добило по сину и наследнику Атиле Бича Божијег. Прва тура од 61 возила наручена је у фабрици WM из Будимпеште 1939, и била је спремна за почетак операције Барбароса. Друга тура од 32 возила (укључујући 12 командних) испоручена је 1941, док је трећа тура за 1942. отказана.

## Карактеристике
Возило је имало модеран погон на сва 4 точка и двојицу возача, од којих је један био окренут уназад. Купола за 2 члана посаде била је наоружана против-тенковском пушком 36М калибра 20 mm (са 200 метака), са спрегнутим митраљезом 34/37А калибра 8 mm (са 3.000 метака). Од 93 возила, 12 су била командна возила наоружана само митраљезом, али са далекометним радиом и антеном у облику рама.

### У борби
М39 Чаба био је предвиђен као извиђачко возило моторизованих јединица. Возило је било модерно за оно време и кретало се добро ван пута, али је патило од сувише танког оклопа, док је полуаутоматска ПТ пушка давала малу ватрену моћ. Дизајниран за мале просторе средње и западне Европе, показао се неотпорним за дуга растојања руских степа, где му задњи возач није био од користи.
Прва тура од 61 оклопних аутомобила, организована у ескадроне (сваки са по 12 возила и једним командним) у саставу моторизованих бригада, учествовала је у Операцији Барбароса од почетка. У децембру 1941. ове јединице су повучене са фронта са само 17 преживелих возила. Искуство у борби показало је да су њихов оклоп и наоружање преслаби за било шта осим извиђања. У децембру 1942. на Дону, Прва коњичка бригада изгубила је свих 18 возила. До лета 1944. војска је имала само 48 оклопних аутомобила, који су подељени у водове од по 4 и распоређени по пешадијским дивизијама. У јуну 1944. су поново учествовали у борбама у Галицији, након чега је њихов број сасвим опао. Ниједно возило није преживело рат.